# 日野資矩
日野 資矩（ひの すけのり）は、江戸時代中期から後期にかけての公卿・歌人。藤原北家庶流日野家37代・日野資枝の子。官位は従一位・権大納言。日野家37代当主。

## 経歴
父・資枝と同じく和歌に優れ、『先考御詠』を編した。金沢千秋の著した『川めぐり日記』の批評を行った。また、歌道をして天皇家始め皇族に重用され宮中で催される歌会に参加する。特に後桜町天皇に和歌の指導を受け、光格天皇とも深い親交があった。この時代を代表する堂上歌人である。

## 系譜
- 父：日野資枝
- 母：広橋勝胤の娘
- 正室：柳原光綱の娘
- 継室：壬生基貫の娘
- 生母不明の子女
  - 男子：日野資愛 - 日野家38代
  - 次男：大宮良季 - 大宮家10代大宮盛季の養子
  - 男子：日野資雄
  - 男子：日野永光
  - 女子：今出川実種の養女 - 広幡経豊の室
  - 次女：鶴子 - 鍋島斉正の養女、鍋島直与正室
  - 女子：勘解由小路資善室
  - 養女：寂照院 - 毛利匡邦継々室